# (1863) Antínoo
(1863) Antínoo es un asteroide que forma parte de los asteroides Apolo y fue descubierto por Carl Alvar Wirtanen el 7 de marzo de 1948 desde el observatorio Lick del monte Hamilton, Estados Unidos.

## Designación y nombre
Antínoo recibió inicialmente la designación de 1948 EA.
Posteriormente se nombró por Antínoo, un personaje de la mitología griega.

## Características orbitales
Antínoo está situado a una distancia media de 2,259 ua del Sol, pudiendo acercarse hasta 0,8886 ua. Su inclinación orbital es 18,4° y la excentricidad 0,6066. Emplea 1240 días en completar una órbita alrededor del Sol.